# سد آویدر
سد خاکی آویدر در فاصله حدوداً ۳۰ کیلومتری شرق شهر نوشهر و در نزدیکی پارک جنگلی سیسنگان در استان مازندران قرار دارد.
این سد و دریاچه پشت آن دریاچه در فاصله‌ای پنج کیلومتری از دریا و در دل کوهستان قرار دارد.
سد خاکی آویدر در حقیقت متعلق به اداره آب منطقه‌ای است. دریاچه پشت سد نیز جهت تأمین آب مورد نیاز زمینهای زراعتی منطقه ایجاد شده‌است. اين سد که محل توليد ماهي كپور آب شيرين و آمور است اخيرا با توجه به مراجعۀ مسافران، به افراد اجازۀ ماهيگيري در قبال دريافت وجه اهدا شده است.

## موقعیت

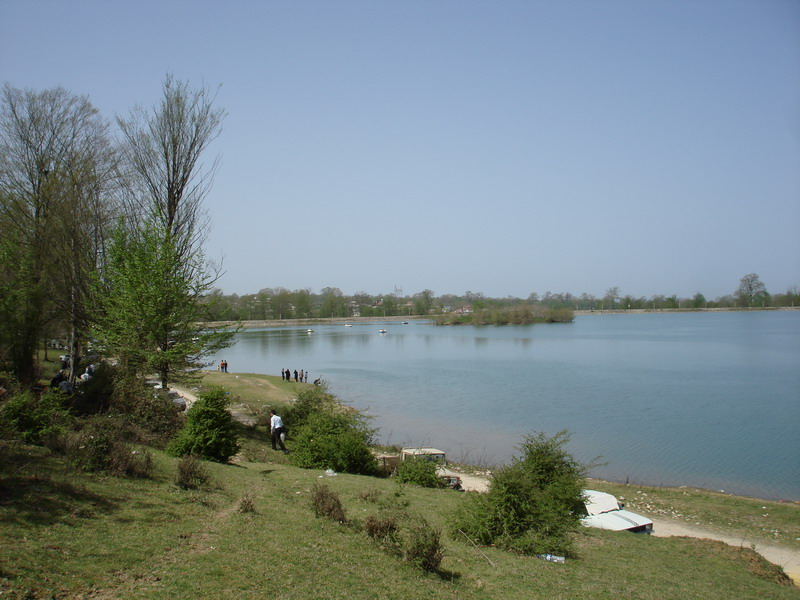
نمایی از دریاچه و جزیره میان آن.

این دریاچه در عرض جغرافیایی ۳۶ درجه و ۳۳ دقیقه شمالی و طول جغراقیایی ۵۱ درجه و ۴۸ دقیقه شرقی قرار دارد و ۱۲۵ متر از سطح دریا ارتفاع دارد.
روش دسترسی به این سد و مجتمع تفریحی، جاده‌ای به طول تقریبی ۵ کیلومتر است که از جاده اصلی در کنار ساحل سی سنگان متصل  می‌شود. روستاهای نزدیک به این مکان تفریحی عبارت است از پی کلا،تاج الدین کلا، ملا کلا و صلاح الدین کلا؛ که همگی از توابع شهرستان نوشهر هستند. دریاچه پشت سد مکان مناسبی برای رشد و نمو موجودات آبزی است و برخی از گونه‌های ماهی ,مار , قورباغه و دیگرموجودات در این دریاچه وجود دارد. گونه‌های گیاهی این منطقه همانند سایر گونه‌های گیاهی موجود در جنگلهای مناطق شمالی ایران است.

## امکانات تفریحی داخل مجموعه

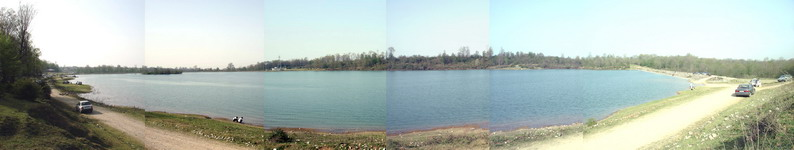
عکس از نمای کامل سد

- ماهیگیری
- اسب سواری
- دوچرخه سواری
- قایق سواری از نوع پدالی
- قایق سواری از نوع موتوری (تندرو)
- سوپر مارکت دریاچه
- رستوران
- کافی شاپ
- سفرخانه سنتی
- عکاسی سنتی
- امکانات بهداشتی
- شهربازی